# Nationale Universiteit van San Marcos
De Nationale Universiteit van San Marcos (Spaans: Universidad Nacional Mayor de San Marcos, UNMSM) is een universiteit in Peru. Met ruim 40.000 studenten is het de grootste en meest gerenommeerde universiteit van Peru.

## Locatie
De universiteit is verdeeld over meerdere campussen in Lima, de grootste is de Ciudad Universitaria.

## Geschiedenis
De universiteit is gesticht in 1551 onder keizer Karel V, waarmee het de oudste universiteit van Amerika is. Het initiatief kwam in 1548 van de dominicanen, die bij hun klooster in Lima een instelling naar het model van de Universiteit van Salamanca wilden oprichten. Hun provinciaal vond steun bij het stadsbestuur en bij Pedro de la Gasca. Karel V keurde de oprichting goed in Augsburg, maar het stichtingscharter is ondertekend door zijn regent Maria van Spanje in Valladolid.